# Карлота Жоакіна Іспанська
Карлота Жоакіна Тереза Каетана Іспанська, також Карлота Жоакіна Тереза Каетана де Бурбон (ісп. Carlota Joaquina Teresa Cayetana de Borbón y Borbón), (нар. 25 квітня 1775 — пом. 7 січня 1830) — іспанська інфанта з династії Бурбонів, донька короля Іспанії Карла IV та пармської принцеси Марії Луїзи, дружина короля Португалії Жуана VI.
Неодноразово влаштовувала змови проти свого чоловіка з метою захопити владу. Користувалася ненавистю португальського двору, через що отримала прізвисько Мегера з Келуша, за назвою свого палацу.

## Біографія

### Ранні роки
Народилась 25 квітня 1775 року у Королівському палаці в Аранхуесі. Була другою дитиною та старшою донькою в родині інфанта Іспанії Карла та його дружини Марії Луїзи Пармської. Старший брат помер в ранньому віці до її народження. Згодом сімейство поповнилося дванадцятьма молодшими дітьми, з яких шестеро досягли дорослого віку.

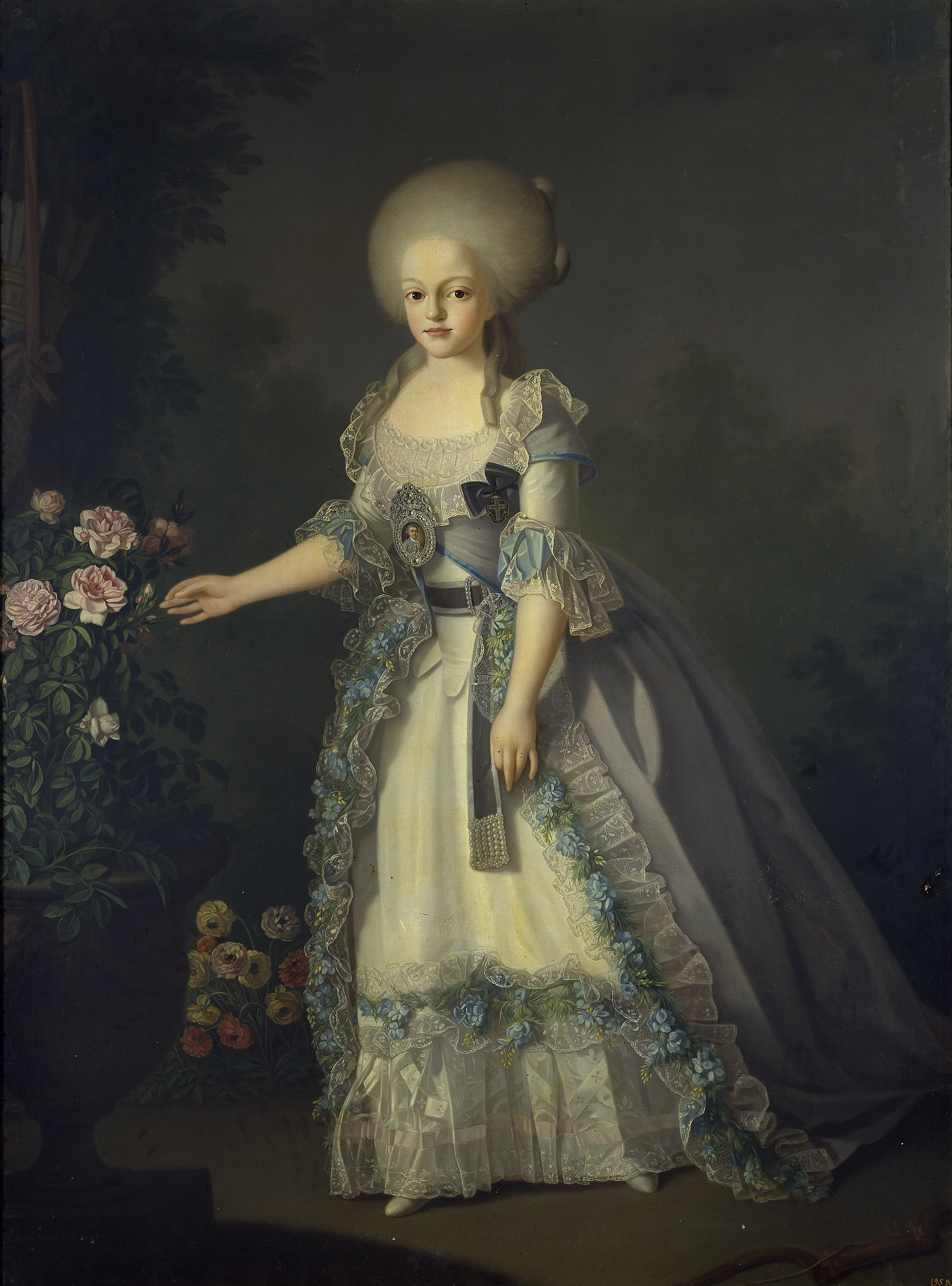
Портрет Карлотти, 1787, Національний музей Прадо

Карлотта була улюбленицею свого діда, короля Іспанії Карла III. Незважаючи на суворе виховання, дівчинку описували шкідливою та грайливою. Освіту інфанта отримала у католицькому дусі, їй викладалися основи релігії, географії, живопису та верхової їзди, який став її улюбленим видом спорту.
Матір дівчинки полюбляла розваги і займалася їхньою організацією при дворі. Її вечірки не відзначалися високим моральним духом, а любовний зв'язок із гвардійцем Мануелем Годоєм викликав загальне обурення. До історії вона увійшла як одна з найбільш непопулярних королев в Іспанії, а її погана репутація сильно вплинула на дітей, особливо на Карлоту.
8 травня 1785 року був зареєстрований шлюб за довіреністю 10-річної Карлоти Жоакіни та 18-річного португальського інфанта Жуана, другого сина королеви Марії I. Союз був організований її дідом-королем та його сестрою, Маріанною Вікторією Іспанською. Перед укладанням контракту дівчинка пройшла серію публічних екзаменів при дворі, які засвідчили якість її освіти. За три дні після укладання шлюбу інфанта зі свитою від'їхала до нової батьківщини. Вінчання пари пройшло у Лісабоні 9 червня того ж року. Фактичний вступ до шлюбу був відкладений до січня 1790 року, оскільки наречена ще не могла зачати дітей. Її батько став королем у грудні 1788 року вже після від'їзду Карлотти.

### При португальськом дворі
При португальському дворі Карлота Жоакіна опинилася в дуже релігійній та суворій обстановці. Будь-які розваги, у тому числі інсценування комедій та танцювальні вечірки, були заборонені католицькою церквою. Більш ліберальні звички принцеси багато в чому відрізнялися від поведінки інших жінок двору. Оскільки більшість з них взагалі були позбавлені соціального життя, поведінка Карлоти викликала злі чутки про неї в придворному середовищі. Втім, більшість дам були упередженими. Незважаючи на це, її відносини зі свекрухою залишалися дуже ніжними.
У 1788 році її чоловік став першим у лінії престолонаслідування й отримав титули принца Бразильського та герцога Браганського. У 1792 році він став фактичним управителем королівства. Невдовзі, у віці 18 років, інфанта народила первістка. Всього у подружжя було дев'ятеро дітей

### При владі

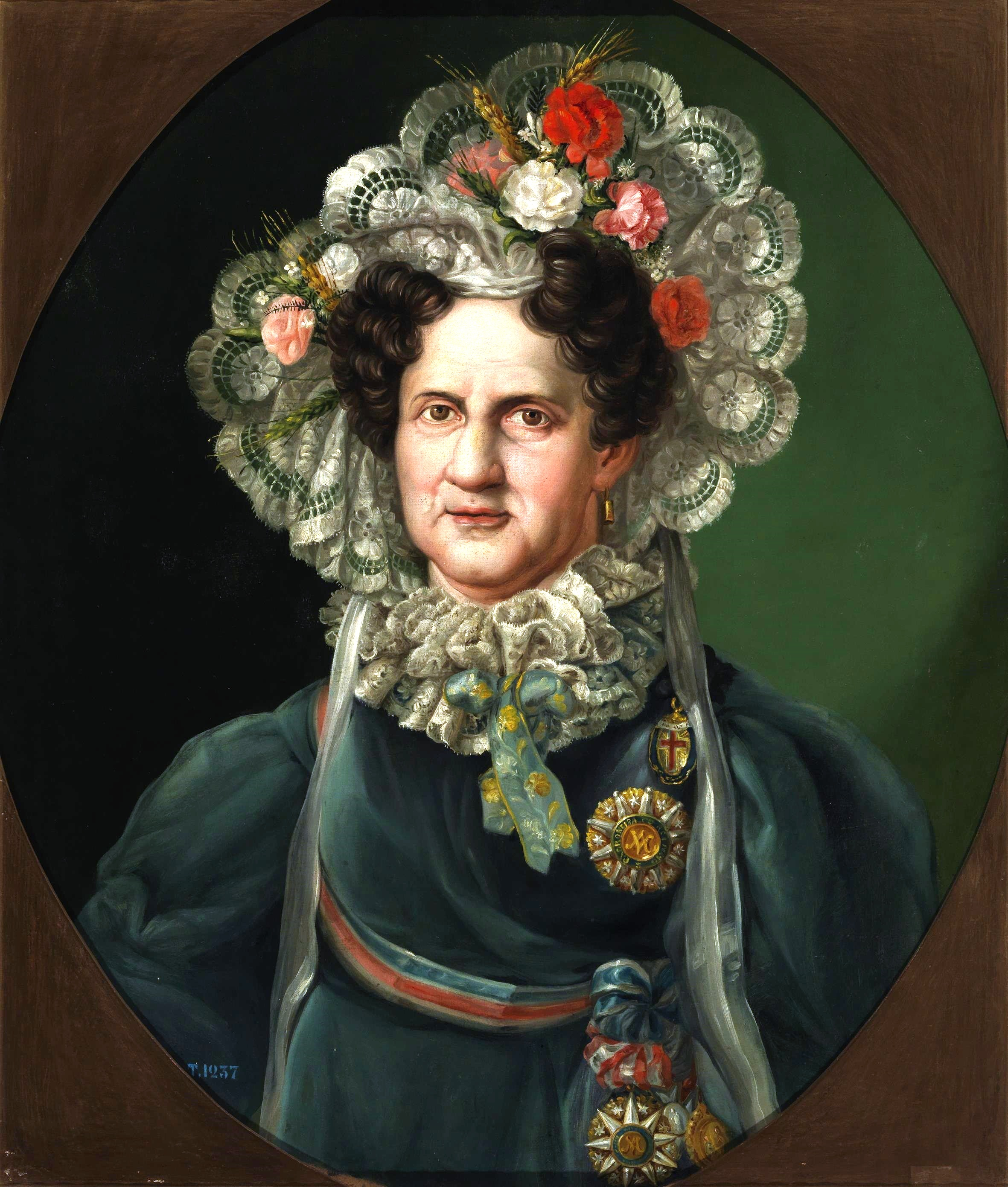
Портрет Карлоти пензля Луїса де ла Крус, близько 1825 року, Національний музей Прадо

Зі зміною свого становища на більш привілейоване, амбітна Карлотта почала часто втручалася у державні справи, намагаючись вплинути на рішення чоловіка. Її спроби втручання у політику викликали незадоволення португальської знаті і навіть населення. Оскільки багато її пропозицій були відхилені, принцеса організувала змову з наміром забрати кермо влади у чоловіка, заарештувавши його й оголосивши, що він не здатен керувати державою. У 1805 році змова була викрита; граф Віла-Верде запропонував почати розслідування та заарештувати всіх причетних, однак Карлотту врятувало те, що Жуан, бажаючи уникнути публічного скандалу, виступив проти її арешту.
Після народження молодшої доньки подружжя роз'їхалося. Жуан оселився у палаці Мафра, в той час як Карлота Жоакіна віддала перевагу палацу Келуш. Хоча жінка дотримувалася відповідних її положенню правил пристойності, вона залишалася рішуче ексцентричною в одязі та поведінці, дозволяючи витівки, що давали поживу для пересудів; ходили чутки, що вона придбала особняк в Рамальяні, де влаштовувала сексуальні оргії.
У 1807 році, в часи окупації Португалії військами Наполеона, разом з усією родиною виїхала до Бразилії, повернувшись лише у 1821 році. В Америці намагалася організувати анексію Буенос-Айреса та північної Аргентини, аби проголосити себе «Королевою Ріо-де-Ла-Плати». Втім, бразильським збройним силам вдалося захопити лише Сісплатину, яка відокремилася 1828 року як Республіка Уругвай.
У 1820 році в Португалії відбувся ліберальний переворот. Наступного року була прийнята конституція. В той час як сам Жуан, який офіційно став королем після смерті матері, був готовий погодитися на зміни у політичному ладі, королева виступала проти будь-яких змін в абсолютизмі влади. Уклавши союз із молодшим сином Мігелом, які поділяв її консервативні погляди, у 1824 році вона дійснила спробу державного перевороту, використовуючи положення сина як головнокомандувача армією. Спроба виявилася невдалою, і Жуану вдалося втекти. Після повернення йому він відновив порядок у країні, виславши сина та дружину за її межі. Втім, у 1826 році він помер, і Карлотта повернулася.
Наступним королем став її син Педру, який вже був проголошений імператором Бразилії. На початку 1828 року він зрікся португальського престолу на користь своєї доньки Марії, заручивши її з Мігелом та призначивши регенткою сестру Ізабеллу Марію. Карлотта, як вдовіюча королева, була обурена цим вибором, оскільки планувала стати регенткою сама. Мігел, прибувши до Лісабону у лютому, вже у березні розпустив нові кортеси та сам проголосив себе королем. Педру довелося повертатися з Бразилії, аби відстояти права доньки. Все це спровокувало новий виток Мігелістських воєн.
Карлотта померла 7 січня 1830 року у палаці Келуш у розпал цих подій. Тиха та раптова смерть породила чутки про самогубство та навмисне отруєння. Колишню королеву поховали в Пантеоні дому Браганса в монастирі Сан-Вісенте-де-Фора у Лісабоні.

## Родина

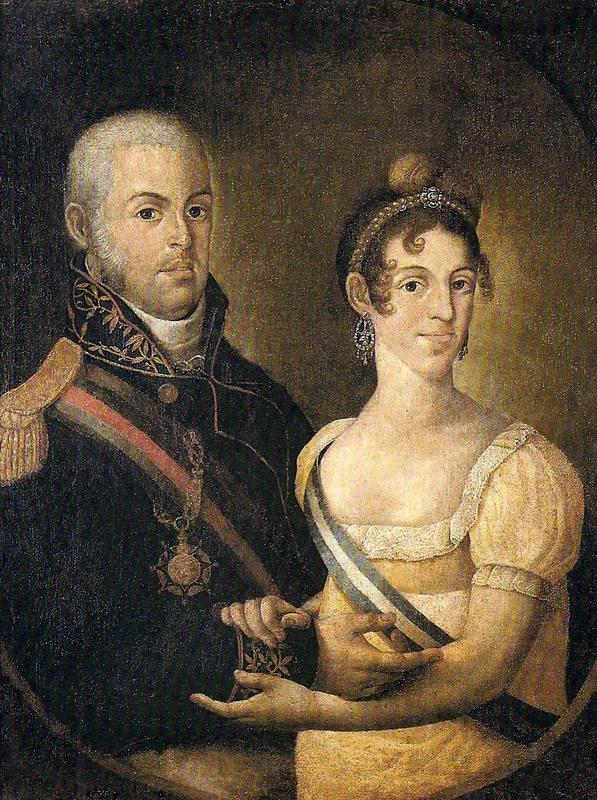
Портрет із чоловіком роботи М. Д. де Олівейри, близько 1815 року, Національний історичний музей Бразилії

Чоловік—  Жуан VI, король Португалії і Бразилії
Діти:
- Марія Тереза (1793—1874) — була двічі одружена, мала єдиного сина від першого шлюбу;
- Франсішку Антоніо (1795—1801) — 4-й принц Бейра, прожив 5 років;
- Марія Ізабелла (1797—1818) — дружина короля Іспанії Фернандо VII, мала доньку, яка померла немовлям;
- Педру I (1798—1831) — імператор Бразилії у 1822—1834 роках, король Португалії у 1826—1828 роках, був двічі одруженим, мав восьмеро дітей від обох шлюбів;
- Марія Франсішка (1800—1834) — дружина претендента на корону Іспанії дона Карлоса Старшого, мала трьох синів;
- Ізабелла Марія (1801—1876) — регентка Португалії у 1826—1828 роках, одружена не була, дітей не мала;
- Мігел (1802—1866) — король Португалії у 1828—1834 роках, був одруженим із німецькою принцесою Адельгейдою Льовенштайн-Вертгайм-Розенберзькою, мав семеро дітей;
- Марія (1805—1834) — одружена не була, дітей не мала;
- Ана де Хесус (1806—1857) — дружина дома Нуно Хосе Северо де Мендоси, мала п'ятеро дітей.

## Нагороди
- Орден королеви Марії Луїзи (Іспанія) (21 квітня 1792);
- Великий магістр ордену Святої Ізабелли (Португальське королівство) (25 квітня 1804);
- Великий хрест ордену Непорочного зачаття Діви Марії Віла-Висозької (Португальське королівство) (6 лютого 1818).